# Chastelhorn
Chastelhorn är en bergstopp i Schweiz.   Den ligger i kantonen Uri, i den centrala delen av landet, 100 km öster om huvudstaden Bern. Toppen på Chastelhorn är 2 973 meter över havet, eller 865 meter över den omgivande terrängen. Bredden vid basen är 8,5 km.
Terrängen runt Chastelhorn är bergig norrut, men söderut är den kuperad. Runt Chastelhorn är det glesbefolkat, med 17 invånare per kvadratkilometer.. Närmaste större samhälle är Airolo, 7,4 km söder om Chastelhorn. 
Trakten runt Chastelhorn består i huvudsak av gräsmarker.